# Premio Catalán del Año
El Premio Catalán del Año (en catalán: Premi Català de l'Any) es un galardón otorgado por El Periódico de Catalunya con el que, desde el año 2000, se distingue a la persona catalana que más haya destacado en el desarrollo de su actividad profesional o social durante el año anterior. El premio se entrega según la votación de los lectores del diario y los espectadores del programa "Els Matins" de TV3, tras una selección previa de diferentes personajes realizada por un jurado compuesto por personalidades de diferentes ámbitos sociales.
El acto de entrega tiene lugar mediante una ceremonia en el Palacio de la Música Catalana de Barcelona, a finales de cada mes de enero, a la que asisten el Presidente de la Generalidad de Cataluña, el Alcalde de Barcelona, además de otras personalidades de los ámbitos político, económico, social y cultural de Cataluña.
Junto al premio "Catalán del Año", El Periódico de Catalunya también hace entrega, en el transcurso del mismo acto, de los premios a la Iniciativa Empresarial, a la Iniciativa Solidaria y al Acontecimiento del Año.

## Historial
| Año     | Premiado                | Actividad                                                                 | Finalistas                         |
| ------- | ----------------------- | ------------------------------------------------------------------------- | ---------------------------------- |
| 2000    | Ernest Lluch            | Político, (a título póstumo).                                             |                                    |
| 2001    | Pau Gasol               | Baloncestista                                                             |                                    |
| 2002    | Manuela de Madre        | Política                                                                  |                                    |
| 2003    | Ferran Adrià            | Chef                                                                      |                                    |
| 2004    | Joan Manuel Serrat      | Cantante                                                                  |                                    |
| 2005    | Joan Massagué           | Científico oncólogo                                                       |                                    |
| 2006    | Neus Català             | Superviviente del campo de exterminio de Ravensbrück[2]                   |                                    |
| 2007    | Pasqual Maragall Mira   | Político, Presidente de la Generalidad de Cataluña                        |                                    |
| 2008    | Vicente Ferrer Moncho   | Filántropo                                                                |                                    |
| 2009    | Josep Guardiola         | Entrenador del Fútbol Club Barcelona                                      |                                    |
| 2010    | David Miret             | Jefe de los Castellers de Vilafranca                                      |                                    |
| 2011    | Joaquim Maria Puyal     | Periodista                                                                |                                    |
| 2012    | Josep Sánchez de Toledo | Médico cirujano                                                           |                                    |
| 2013    | Josefina Castellví      | Oceanógrafa, primera mujer en dirigir una base científica en la Antártida | Núria Gispert, hermanos Roca       |
| 2014[1] | Lucía Caram             | Religiosa, activista social                                               | Jordi Évole, Eduard Gratacós       |
| 2015    | Óscar Camps             | Activista                                                                 | Pau Donés, Josep Maria Espinàs     |
| 2016    | Oriol Mitjà             | Médico investigador                                                       | Francisco Ibáñez, Manel Puosa      |
| 2017    | Josep Maria Pou         | Actor                                                                     | Maria del Mar Bonet, Manola Brunet |